# Liste der Kulturdenkmale in Klostergut zum Heiligen Kreuz
In der Liste der Kulturdenkmale in Klostergut zum Heiligen Kreuz sind die Kulturdenkmale der im Norden der Stadt Meißen am linken Ufer der Elbe gelegenen Gemarkung Klostergut zum Heiligen Kreuz verzeichnet, die bis Februar 2021 vom Landesamt für Denkmalpflege Sachsen erfasst wurden (ohne archäologische Kulturdenkmale). Die Anmerkungen sind zu beachten.
Diese Aufzählung ist eine Teilmenge der Liste der Kulturdenkmale in Meißen.

## Liste der Kulturdenkmale in Klostergut zum Heiligen Kreuz
| Bild           | Bezeichnung                                                                                        | Lage                     | Datierung             | Beschreibung | ID       |
| -------------- | -------------------------------------------------------------------------------------------------- | ------------------------ | --------------------- | --- | -------- |
| Weitere Bilder | Kloster Zum Heiligen Kreuz (Sachgesamtheit)                                                        | Leipziger Straße (Karte) | Mitte 13. Jahrhundert | Sachgesamtheit Kloster zum Heiligen Kreuz, mit dem Einzeldenkmal: Ruine des Benediktiner-Nonnen-Klosters mit Klostermauer (09265770) und dem Gartendenkmal Klostergarten; regionalgeschichtlich, baugeschichtlich, landschaftsgestaltend, wissenschaftlich und künstlerisch von Bedeutung, romanische Architektur im Übergang zur Gotik | 09300868 |
| Weitere Bilder | Ruine des Benediktiner-Nonnen-Klosters mit Klostermauer (Einzeldenkmal zu Sachgesamtheit 09300868) | Leipziger Straße (Karte) | Mitte 13. Jahrhundert | Einzeldenkmal der Sachgesamtheit Kloster zum Heiligen Kreuz: Ruine des Benediktiner-Nonnen-Klosters mit Klostermauer; regionalgeschichtlich, baugeschichtlich, landschaftsgestaltend, wissenschaftlich und künstlerisch von Bedeutung, romanische Architektur im Übergang zur Gotik                                                     | 09265770 |

## Tabellenlegende
- Bild: Bild des Kulturdenkmals, ggf. zusätzlich mit einem Link zu weiteren Fotos des Kulturdenkmals im Medienarchiv Wikimedia Commons. Wenn man auf das Kamerasymbol klickt, können Fotos zu Kulturdenkmalen aus dieser Liste hochgeladen werden:
- Bezeichnung: Denkmalgeschützte Objekte und ggf. Bauwerksname des Kulturdenkmals
- Lage: Straßenname und Hausnummer oder Flurstücknummer des Kulturdenkmals. Die Grundsortierung der Liste erfolgt nach dieser Adresse. Der Link (Karte) führt zu verschiedenen Kartendiensten mit der Position des Kulturdenkmals. Fehlt dieser Link, wurden die Koordinaten noch nicht eingetragen. Sind diese bekannt, können sie über ein Tool mit einer Kartenansicht einfach nachgetragen werden. In dieser Kartenansicht sind Kulturdenkmale ohne Koordinaten mit einem roten bzw. orangen Marker dargestellt und können durch Verschieben auf die richtige Position in der Karte mit Koordinaten versehen werden. Kulturdenkmale ohne Bild sind an einem blauen bzw. roten Marker erkennbar.
- Datierung: Baubeginn, Fertigstellung, Datum der Erstnennung oder grobe zeitliche Einordnung entsprechend des Eintrags in der sächsischen Denkmaldatenbank
- Beschreibung: Kurzcharakteristik des Kulturdenkmals entsprechend des Eintrags in der sächsischen Denkmaldatenbank, ggf. ergänzt durch die dort nur selten veröffentlichten Erfassungstexte oder zusätzliche Informationen
- ID: Vom Landesamt für Denkmalpflege Sachsen vergebene, das Kulturdenkmal eindeutig identifizierende Objekt-Nummer. Der Link führt zum PDF-Denkmaldokument des Landesamtes für Denkmalpflege Sachsen. Bei ehemaligen Kulturdenkmalen können die Objektnummern unbekannt sein und deshalb fehlen bzw. die Links von aus der Datenbank entfernten Objektnummern ins Leere führen. Ein ggf. vorhandenes Icon  führt zu den Angaben des Kulturdenkmals bei Wikidata.

## Ausführliche Denkmaltexte
1. ↑    
Die erhaltenen Teile des einstigen Klosters zum Heiligen Kreuz befinden sich wenige hundert Meter unterhalb der Meißner Albrechtsburg und bilden einen eindrucksvollen Auftakt zur vor allem mittelalterlichen Architektur der Domstadt. Als Stiftung des Markgrafen Dietrich (1162–1221) diente es als Benediktiner-Nonnenkloster für den hohen und niederen Adel. Nach der 1217 erfolgten Verlegung an den heutigen Ort unterstellte sich der Konvent der Zisterzienserregel. Die Aufsicht wurde dem Abt von Altzella übertragen. Das Kloster war am neuen Standort um 1221/22 vollendet worden, während sich die Fertigstellung der Kirche noch bis etwa 1241 hinzog. Seit der Mitte des 13. Jahrhunderts war die Anlage wieder Benediktinerinnen-Kloster. Die Auflösung des Klosters erfolgte 1568 im Zuge der Reformation. Während des Siebenjährigen Krieges 1756–1763 wurde es durch preußische Truppen zerstört. Zu ersten Ruinensicherungen kam es seit 1883, verstärkt seit 1990. Von den einst um einen Kreuzhof gruppierten Klosterflügeln sind die Ostteile der im Süden gelegenen Kirche, wesentliche Partien des Erdgeschosses des Ostflügels und Keller unter dem Nordflügel erhalten. Von der über kreuzförmigem Grundriss errichteten Klosterkirche existieren noch zahlreiche bemerkenswerte architektonische Details, wie anderthalb Schildwände von der Nordwand mit einem spitzbogigen Fenster, die Umfassungswand des Sanktuariums (Chors) mit halbkreisförmiger Apsis, außen mit Lisenengliederung, die überwölbte Sakristei und in kreuzförmige Pfeiler eingestellt Dienste mit Kelchkapitellen wohl zur Aufnahme von Rippen eines Kreuzrippengewölbes. Die Bauformen der Kirche schließen an die der Zisterzienserklosterkirche Altzella an. Der Ostflügel besteht aus vier Räumen im Erdgeschoss, von denen zwei einen oberen Abschluss haben. Am bemerkenswertesten erscheint der einstige Kapitelsaal, der durch ein gestuftes Rundbogenportal, flankiert von zwei Dreiergruppen von Fensteröffnungen in rechteckiger Rahmung nach außen markiert wird. Dieses dominierende Detail von einfacher Schönheit wird durch eine runde Öffnung nach oben abgeschlossen. Die Formensprache der Gewölbekonsolen im Kapitelsaal ist auch zisterziensisch. Vom Nordflügel sind noch einige tonnengewölbte Keller auf uns überkommen. Die Klosteranlage zum Heiligen Kreuz geht auf das ausgehende Hochmittelalter zurück. Trotz der Reduktion der Anlage auf wenige bauliche Reste wird die hohe Qualität der Architektur, die den Zisterzienserstil im Übergang von der Romanik zur frühen Gotik vertritt, in allen Details deutlich. Der überwiegend noch mittelalterliche Baubestand gehört zu den ältesten und bedeutendsten Kulturdenkmalen Sachsens. Als Zisterzienserarchitektur einer bestimmten Entwicklungsstufe ist er aber auch dem nationalen kulturellen Erbe Deutschlands zuzuordnen. Die Klosterruine des einstigen Benediktiner-Nonnenklosters zum Heiligen Kreuz war Motiv für berühmte Künstler. So gibt es mehrere Zeichnungen der Anlage von Caspar David Friedrich (1774–1840). Darüber hinaus gehört sie zum städtebaulich einzigartigen Stadtbild Meißens mit Burgberg, Altstadt, und historischen Freihöfe. Der Burgberg war seit dem frühen Mittelalter militärische Zentrale sowie weltlicher und kirchlicher Verwaltungsmittelpunkt der Mark Meißen, aus dem das spätere Sachsen hervorgegangen ist. Meißen gilt demzufolge als Wiege Sachsens. Abgesehen davon ist Meißen neben Dresden wohl der am meisten abgebildete Ort aus Sachsen.